# Idris Umaev
Idris Ibragimovič Umaev (in russo Идрис Ибрагимович Умаев?; Komsomol'skoe, 15 gennaio 1999) è un calciatore russo, attaccante dell'Aqtöbe.

## Caratteristiche tecniche
È un centravanti.

## Carriera
Cresciuto nel settore giovanile dell'Achmat Groznyj, ha debuttato in prima squadra il 26 settembre 2018 disputando il match di Kubok Rossii contro lo SKA-Chabarovsk, dove ha segnato il rigore decisivo ai tiri di rigore. Il 31 gennaio 2019 è passato in prestito al Palanga, dove ha giocato 14 incontri e segnato 7 reti nella massima divisione lituana. Rientrato alla base, nel luglio seguente è stato ceduto in prestito al Chimki dove ha giocato una stagione divisa a metà fra prima e seconda squadra, collezionando comunque 11 presenze nella seconda divisione russa.
Confermato nella rosa dell'Achmat Groznyj per la stagione 2019-2020, il 9 agosto ha esordito in Prem'er-Liga disputando l'incontro pareggiato 0-0 contro l'Arsenal Tula.

## Palmarès

### Club

#### Competizioni nazionali
- Coppa del Kazakistan: 1

Aqtobe: 2024